# Taraxacum rhomboideum
{{#ifeq:0|0|{{#if:Taraxacum rhomboideum|{{#if:|[[]}}|[[]]}}}}
Taraxacum rhomboideum — вид квіткових рослин родини айстрових (Asteraceae).

## Поширення
Ендемічна флора Ісландії.